# Русјаци
Русјаци (мкд. Русјаци) су насеље у Северној Македонији, у средишњем делу државе. Русјаци припадају општини Македонски Брод.

## Географија
Насеље Русјаци је смештено у средишњем делу Северне Македоније. Од седишта општине, градића Македонски Брод, насеље је удаљено 8 km западно.
Рељеф: Ореовец се налази у области Порече, која обухвата средишњи део слика реке Треске. Дато подручје је изразито планинско. Село се налази у долини реке Треске. Северно од села издиже се планина Песјак. Надморска висина насеља је приближно 670 метара.
Клима у насељу је континентална.

## Становништво
По попису становништва из 2002. године, Русјаци су имали 43 становника.
Претежно становништво у насељу су етнички Македонци (98%). Остало су Срби.
Већинска вероисповест у насељу је православље.